# Acordos de Argel (1975)

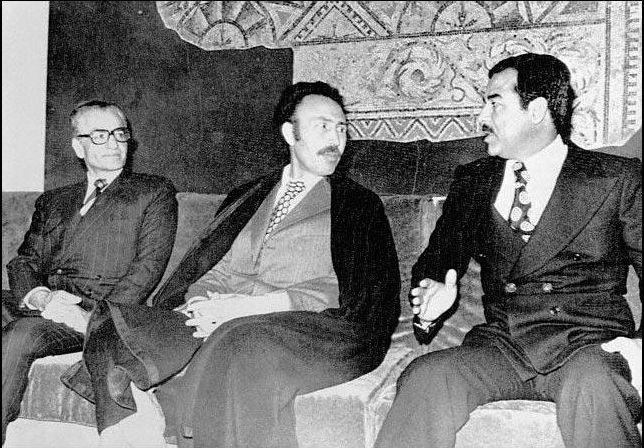
Da esquerda para a direita: Mohammad Reza Pahlavi, Houari Boumédiène e Saddam Hussein

Os Acordos de Argel de 6 de março de 1975 são um tratado assinado entre o Irã e o Iraque para pôr termo às disputas territoriais entre os dois países, principalmente a propósito da soberania sobre o Xatalárabe e sobre o Cuzistão. O tratado nunca foi cumprido pelas duas partes, que entraram em guerra por causa disso (Guerra Irã-Iraque) em 1980.
O acordo pretendia pôr fim ao desacordo entre o Iraque e o Irã nas suas fronteiras na via navegável de Shatt al-Arab e no Khuzistão, mas o Iraque também desejava terminar a Rebelião curda. Menos de seis anos após a assinatura do tratado, em 17 de setembro de 1980, o Iraque revogou o tratado, mas segundo o direito internacional, uma nação não pode se retirar unilateralmente de um tratado previamente ratificado, e o tratado não incluía uma cláusula prevendo a retirada unilateral.
O atrito continua na fronteira, apesar do tratado ser vinculativo sob o direito internacional e sua delimitação detalhada das fronteiras  permanecer em vigor desde que foi assinado em 1975 e ratificado em 1976 por ambas as nações.

## Negociação

Saddam com o Shah

Em 1973, as negociações do Iraque começaram com o Irã, na esperança de que isso acabasse com o apoio iraniano à rebelião curda. No final de abril, foi realizada uma reunião em Genebra entre os chanceleres dos países. Os representantes iraquianos exigiram que o tratado de 1937 fosse cumprido, o que dá a maior parte do Shatt al-Arab ao Iraque, mas os representantes iranianos recusaram. discussões falharam, mas as reuniões continuaram a ser realizadas entre os dois países. Mohammad Reza Pahlavi era completamente inflexível e buscou o controle sobre metade do Shatt al-Arab (Arvand Rud). Depois que as discussões do Shatt al-Arab foram concluídas, o Iraque também buscou o fim do apoio iraniano aos curdos.
Em maio de 1974, o Iraque e o Irã iniciaram o processo de marcar a fronteira de Shatt al-Arab (Arvand Rud) entre eles. Na cúpula da Liga Árabe de 1974, representantes do governo do Irã compareceram para conversar com representantes iraquianos com a mediação do rei da Jordânia, Hussein. As conversas continuaram entre os dois países esporadicamente, o Iraque relutou em abandonar o território que havia sido atribuído a ele no tratado de 1937. O Irã aumentou seu apoio aos curdos, o que aumentou substancialmente os problemas para o exército iraquiano. Saddam Hussein e Mohammad Reza Pahlavi participaram da cúpula da OPEP em 6 de março de 1975 em Argel, onde foi feito um acordo e assinado com a mediação de Houari Boumédiène, o então Presidente do Conselho Revolucionário da Argélia.
O Iraque relutantemente cedeu o território ao Irã devido à necessidade de encerrar a Guerra do Curdistão e acabar com a violência perto do Shatt al-Arab com o Irã. A fronteira entre as duas nações foi ajustada em favor do Irã.

## Resultados
Iraque e Irã formaram uma comissão conjunta para marcar a fronteira entre os dois países. A comissão terminou de marcar a fronteira em 26 de dezembro de 1975 com a assinatura de uma declaração conjunta de intenções. Irã retirou suas forças militares das áreas de fronteira. As fronteiras foram fechadas e o apoio aos curdos acabou. O Irã também solicitou à CIA e ao Mossad o fim do apoio militar aos rebeldes curdos. Pensava-se que, com o fim do apoio internacional, o governo iraquiano negociaria com os curdos, mas o vice-presidente do Conselho do Comando Revolucionário, Saddam Hussein, lançou uma grande campanha contra os rebeldes. Mohammad Reza Pahlavi interveio e um cessar-fogo foi acordado, mas em 1º de abril, o governo relançou a campanha. Após uma série de batalhas, as Forças Armadas iraquianas declararam vitória, mas mais de 100 000 refugiados curdos fugiram para o Irã e a Turquia, incluindo o líder, Mustafa al-Barzani, apenas para retornar com outra rebelião ocorrendo em 1978.

## Consequências
O Iraque retirou-se do Acordo de Argel em 17 de setembro de 1980. O acordo foi imposto ao país e o caos no Irã após a Revolução Iraniana levou ao Iraque a crença de que as mudanças poderiam ser desfeitas. Isso resultou na guerra mais longa da região no século XX, a Guerra Irã-Iraque, que duraria oito anos. A guerra terminou de acordo com a Resolução 619 do Conselho de Segurança das Nações Unidas e fez com que ambas as partes voltassem ao Acordo de Argel de 1975.